# سازنده (برنامه‌نویسی شیءگرا)

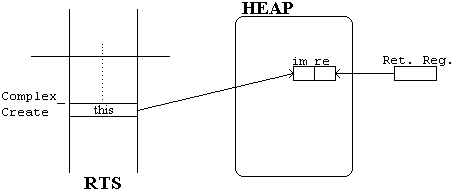
سازنده (برنامه‌نویسی شیءگرا)

یک سازنده (به انگلیسی: constructor) با کوته‌نوشت ctor در برنامه‌نویسی شیءگرای مبتنی بر کلاس، یک نوع خاص از زیرروال است، که برای ساخت یک شیء صدا زده می‌شود. این زیرروال یک شیء جدید برای استفاده را آماده‌سازی می‌کند، که معمولاً آرگومان‌هایی را می‌پذیرد که سازنده از آن استفاده می‌کند تا با آن متغیرهای عضو لازم را تنظیم نماید.